# Latgale

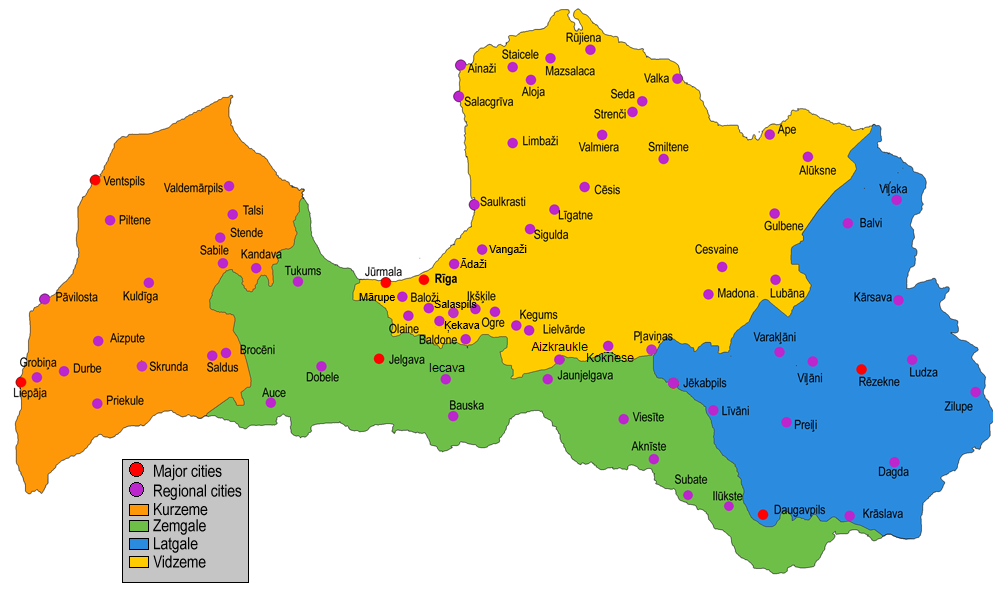
Régions historiques de la Lettonie : le Latgale est en bleu.

La Latgale (ou Latgalie) est une des quatre régions administratives qui forment la Lettonie. Elle est située au sud-est du pays. Elle correspond en gros à la Latgale historique, province de l'ancienne  Livonie. 
Sa superficie est de 14 600 km2 (22,6 % de la Lettonie). Mais une fraction supplémentaire de la Latgale historique se trouve aujourd'hui en Russie,  dans l'oblast d'Abrene : environ 1 300 km2 (8,1 % du total). 
Par ailleurs, la région administrative de Latgale inclut la partie orientale de la province historique de Sélonie, dont la partie occidentale se trouve en Zemgale.

## Histoire

Le drapeau officiel de la Latgale.

## Géographie
Elle est délimitée au sud par la Daugava qui la sépare de la Zemgale (Sémigallie) et est bordée au nord-ouest par la Vidzeme. 
Les principales villes sont Daugavpils et Rēzekne. 

## Divisions administratives: les raïons lettons
La région de Latgale est formée par les raïons (en letton : rajoni, au singulier rajons) de :
- Balvi,
- Daugavpils, y compris la ville de Daugavpils,
- Kraslava,
- Ludza,
- Preili,
- Rezekne, y compris la ville de Rezekne.

## Population (Lettonie)
C'est la région la plus multi-ethnique du pays : une grande partie de la population est russophone, polonophone ou latgalophone.
| \| Répartition des groupes ethniques (2011) [1] \| Répartition des groupes ethniques (2011) [1] \| Répartition des groupes ethniques (2011) [1] \| Répartition des groupes ethniques (2011) [1] \| Répartition des groupes ethniques (2011) [1] \| \| -------------------------------------------- \| -------------------------------------------- \| -------------------------------------------- \| -------------------------------------------- \| -------------------------------------------- \| \| Peuple \| \| \| Pourcentage \| \| \| Lettons \| Lettons \| \| 46.0% \| 46.0% \| \| Russes \| Russes \| \| 38.9% \| 38.9% \| \| Polonais \| Polonais \| \| 6.8% \| 6.8% \| \| Biélorusses \| Biélorusses \| \| 4.9% \| 4.9% \| \| Ukrainiens \| Ukrainiens \| \| 1.3% \| 1.3% \| \| Lituaniens \| Lituaniens \| \| 0.6% \| 0.6% \| \| Autres \| Autres \| \| 1.5% \| 1.5% \| |             |  |             |       |
| Répartition des groupes ethniques (2011) |             |  |             |       |
| Peuple |             |  | Pourcentage |       |
| Lettons | Lettons     |  | 46.0%       | 46.0% |
| Russes | Russes      |  | 38.9%       | 38.9% |
| Polonais | Polonais    |  | 6.8%        | 6.8%  |
| Biélorusses | Biélorusses |  | 4.9%        | 4.9%  |
| Ukrainiens | Ukrainiens  |  | 1.3%        | 1.3%  |
| Lituaniens | Lituaniens  |  | 0.6%        | 0.6%  |
| Autres | Autres      |  | 1.5%        | 1.5%  |

## Tourisme
La Latgale a été désignée comme la « destination européenne d’excellence » à l'issue de la session de 2015 du concours européen pour l’excellence dans le domaine touristique, organisé dans le cadre du projet EDEN, qui encourage les modèles de développement d'un tourisme durable, et récompense une destination par pays participant. 
Le thème du concours de l'année 2015 était : « Le tourisme et la gastronomie locale »
.